# 인천송일초등학교
인천송일초등학교는 대한민국 인천광역시 연수구에 있는 공립 초등학교이다.

## 연혁
- 2015. 07. 01. 신정초 김성렬교장선생님 겸임 발령(지방공무원 4명 발령)
- 2015. 07. 27. 초등교사 4명 겸임발령(영양교사 포함)
- 2015. 07. 28. 물품선정위원회 구성 및 회의
- 2015. 07. 30. 준공
- 2015. 08. 01. 무인 기계 경비 및 유인경비 시작
- 2015. 08. 04. 시교육청 신설교 개교 추진 상황 보고회 참석(교장, 행정실장)
- 2015. 08. 07. 교육감 방문 개교 추진 상황 보고회
- 2015. 08. 12. 교장, 교감, 원감 겸임 발령
- 2015. 08. 13. 2015.09.01.자 유·초등 관리직 및 교사 발령
- 2015. 08. 17. 인천송일초등학교 설립 인가
- 2015. 08. 24. 시의회 교육위원 방문 개교 추진 현황 설명회
- 2015. 09. 01. 18학급 편성 개교
- 2015. 09. 01. 초대 허재영 교장 취임
- 2015. 09. 01. 시업식(남 83명, 여93명 총 176명)
- 2015. 09. 04. 제1회 유치원 입학식(남 60명,여 60명 총 120명)
- 2015. 09. 07. 학급학생회 임원 선거
- 2015. 09. 11. 전교학생회 임원 선거
- 2015. 09. 12. 교훈석 시공
- 2015. 09. 16. 학부모총회 및 학교설명회
- 2015. 09. 22. 제1회 학교운영위원회 개최
- 2015. 09. 23. 학교도서관 개관
- 2015. 10. 01. 돌봄교실 개소
- 2015. 10. 07. 영어골든벨대회
- 2015. 10. 12. 학부모상담주간 운영
- 2015. 10. 14. 학부모단체연합 발대식, 아람단 발단식
- 2015. 10. 19. 방과후학교 22개 부서 개강
- 2015. 10. 21. 행복으뜸 학부모 평생교육
- 2015. 11. 05. 함께하는 송일 체육한마당 개최
- 2015. 11. 11. 학부모 공개수업
- 2016. 02. 03. 제1회 유치원 졸업식(졸업생 56명)
- 2016. 02. 05. 제1회 졸업식(남: 25명, 여: 21명, 총 45명)
- 2016. 03. 02. 9학급 증설 총 27학급 편성
- 2016. 03. 02. 제1회 1학년 입학식(남: 76명, 여: 69명 총 145명)
- 2016. 03. 04. 제2회 유치원 입학식(남: 63명, 여: 60명 총 123명)

- 2017.2.10.제2회 졸업식 (83명)